# Teodicea

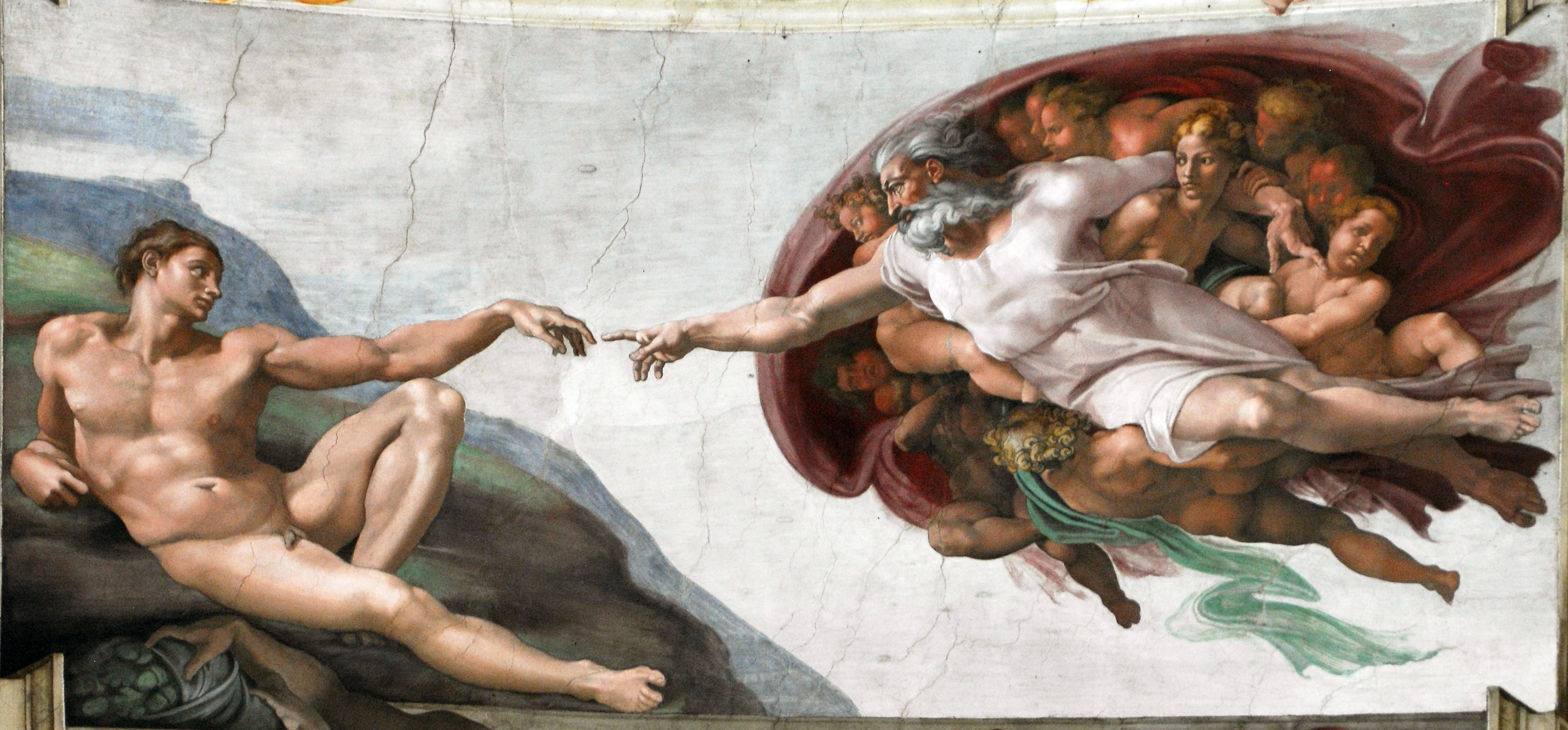
La Creazione di Adamo, affresco di Michelangelo nella Cappella Sistina, a Roma

La teodicea ("giustizia di Dio", dal greco theos, dio e dike, giustizia) è una branca della filosofia (teologia) che studia il rapporto tra la giustizia di Dio e la presenza nel mondo del male; per tale motivo, è anche indicata come teologia naturale e, nel XIX secolo limitatamente alla cultura francese, come teologia razionale.

## Origine del termine
(Leibniz)
Il termine "teodicea" fu coniato dal filosofo tedesco Gottfried Wilhelm von Leibniz, che lo usò come titolo dell'opera Essais de Théodicée sur la bonté de Dieu, la liberté de l'homme et l'origine du mal (Saggi di teodicea sulla bontà di Dio, la libertà dell'uomo e l'origine del male), redatta nel 1705 ma pubblicata, senza l'indicazione dell'autore, ad Amsterdam nel 1710. Egli lo intese come sinonimo di teologia naturale e di teologia filosofica. Il suo significato etimologico deriva dai lemmi greci theós (dio) e díkē (giustizia), ovvero "dottrina della giustizia di Dio". Leibniz, tuttavia, utilizza il termine "teodicea" come significato generale per indicare la dottrina sulla "giustificazione di Dio per il male presente nel creato". Il filosofo tedesco intraprese questi saggi dopo la lettura critica del Dictionnaire historique et critique (Dizionario storico e critico) del filosofo francese Pierre Bayle (1647-1706), pubblicato a Rotterdam nel 1697. Nella sua opera, Leibniz attribuisce il male del mondo alla libertà offerta da Dio alle sue creature, dimostrando, a suo dire, come la prescienza divina sia conciliabile con la libertà umana.

## La concezione del male nella cultura babilonese
È nel II millennio a.C. che appare l'importante opera religiosa e mitologica babilonese Enūma eliš, nella quale il dio Marduk, grazie al dio della giustizia An, guardiano delle leggi divine, viene messo sul trono. Emerge quindi l'ilūtu, l'essenza degli dei che si accompagna a ellu la loro luminosità, il loro splendore. Marduk, divinità della famiglia Hammurabi, prende il posto del dio Enlil e, nel racconto epico-religioso, corrisponde alla vittoria dell'ordine-bene-luce sul caos-male-oscurità. Dal dio Ea, su indicazione di Marduk, verrà creato il primo uomo, affinché questi possa servire gli dei con le sue offerte rituali. Da notare che l'uomo viene plasmato con le ossa ed il sangue di Kingu (figlio di Tiāmat, dea originaria, che Marduk fa a pezzi insieme a Kingu che la voleva difendere; dalle loro ossa e sangue Marduk forma l'universo e gli esseri umani). In questo racconto religioso, il bene emerge da un indistinto primordiale di bene-male e che il male sia tra i più antichi esseri e che «l'Origine delle cose sia talmente al di là del bene e del male da generare ad un tempo il principio tardivo dell'ordine, Marduk, e le figure tardive del mostruoso e che essa debba essere distrutta e superata in quanto origine cieca.»

## La teodicea nella cultura ebraica

### Il libro di Giobbe
Giobbe è un uomo devoto a Dio, un uomo giusto, che non ha mai fatto male a nessuno. Improvvisamente, delle catastrofi sconvolgono la vita di Giobbe: egli perde tutti i suoi beni materiali, i suoi figli vengono uccisi, il suo corpo si ricopre di piaghe. Per Giobbe, queste disgrazie sono ancora più dolorose, proprio perché rendono indecifrabile la legge divina: nascono così le sue domande, prima fra tutte la seguente, rivolta a Dio: "È forse bene per te opprimermi, disprezzare l’opera delle tue mani e favorire i progetti dei malvagi?". Tale domanda è solo una della lunga serie di quesiti che nascono dalla considerazione dell'esistenza del male nel mondo: com'è compatibile l'esistenza di Dio e la sua bontà intrinseca con il male nel mondo, sia esso fisico, metafisico o morale?

#### Giustizia retributiva
Tra gli amici accorsi al capezzale dove Giobbe si trovava, il primo a intervenire è Elifaz. Per tentare di "giustificare" quanto è appena accaduto, l'amico rievoca un principio teologico della religione ebraica, la giustizia retributiva: come il benessere e la felicità sono il premio che Dio assegna ai giusti, così la sofferenza è la punizione inflitta agli ingiusti (e questo avviene non nell'aldilà, ma nella vita terrena). Dunque, sostiene Elifaz, la sofferenza di Giobbe è il segno che egli ha peccato, per cui Dio lo sta punendo. Quindi viene anticipata una tendenza classica della teodicea: il male fisico è la conseguenza del male morale, ossia la punizione che Dio manda agli uomini per i loro peccati.
La reazione di Giobbe, tuttavia, è esattamente in direzione opposta alle parole dell'amico, il cui atteggiamento insincero sarà condannato da Dio alla fine del libro:
(Giobbe)
Ciò dimostra che, effettivamente, il principio della giustizia retributiva (limitato esclusivamente alla vita terrena) non è valido.

#### La sofferenza degli innocenti
Le parole di Giobbe risultano comprensibili alla luce di quanto detto: egli, mentre è in preda ad atroci dolori, si sente dire proprio dall'amico che tale sofferenza "se l'è meritata"; Giobbe, invece, sa di essere innocente, infatti egli è il simbolo della sofferenza innocente. Invano gli amici si ostineranno nel ricercare un peccato nella vita di Giobbe che possa giustificare quanto è accaduto.
Non c'è una risposta unilaterale di fronte alla sofferenza degli innocenti: ognuno può assumere diverse posizioni, ma è possibile ricondurle (o quantomeno confrontarle) a quattro possibili reazioni.

#### Le possibili reazioni
È un dato di fatto che nel mondo molti innocenti soffrono e molti malvagi prosperano. Essenzialmente, si può reagire in quattro modi diversi:
- Si possono chiudere gli occhi, fingere d'ignorarlo ed attenersi al principio di giustizia retributiva originale (cioè non esteso alla vita ultraterrena). È quello che fanno gli amici di Giobbe, sostenendo Elifaz. Tale atteggiamento insincero sarà condannato da Dio alla fine del libro, perché dimostra che essi non sono pronti a vivere fino in fondo la loro fede, non osano "metterla alla prova" e farle sopportare il contrasto dell'esperienza.
- Si può interpretare questo fatto come prova che Dio non esiste: la distribuzione nel mondo della felicità e della sofferenza non è operata da una giustizia divina, ma è casuale, insensata, oppure corrisponde a logiche costituite nella natura e nella società umana (concetto ben rappresentato da Dostoevskij con la figura di Ivan ne I fratelli Karamazov). È questo un punto di vista ateo.
- Si può concepire una divinità indifferente (deus otiosus) alle vicende umane, che si chiude nella sua perfezione. Questa era una prospettiva autorevole nel mondo greco antico: il primo motore immobile di Aristotele e gli dei di Epicuro ne sono un classico esempio. Invece nel libro di Giobbe una simile posizione è, come la seconda, inammissibile, in quanto il monoteismo ebraico (ma anche cristiano e islamico) si fonda sulla figura di un Dio creatore del mondo che se ne prende cura.
- Infine, si può optare per una teologia diversa, estendendo la giustizia retributiva alla vita ultraterrena oppure invocando l'incommensurabilità della sapienza di Dio e l'imperscrutabilità del suo volere (il Deus absconditus di 45, 15[8], presente sia nella teologia negativa che nella teologia dialettica di Karl Barth).

Nessuna di queste vie è aperta per Giobbe. Egli, infatti, non può dimenticare le atroci sofferenze che ha patito, ma è fermamente convinto dell'esistenza di Dio, del suo amore per gli uomini e della sua giustizia. Giobbe, quindi, chiama in causa Dio:

#### La sofferenza come prova
Il solo fra gli amici di Giobbe in grado di dire qualcosa di nuovo è Elihu, il più giovane di essi. La sua posizione è diversa, perché dissocia la sofferenza dalla colpa: Jahvè fa soffrire gli uomini per spingerli verso la salvezza. La sofferenza è una prova a cui Dio sottopone l'uomo con fine salvifico. L'uomo riconosce, nella sofferenza, di aver bisogno, necessità di Dio semplicemente per sopportarla. Il discorso di Elihu si distacca, quindi, sia da Giobbe che dagli altri tre amici, sostenitori di Elifaz.
È dal discorso di Elihu che nasce la teodicea, poiché il giovane amico di Giobbe tenta di giustificare la "condotta" di Dio. Come Elihu, tutti i filosofi ed i teologi della teodicea cercheranno di dare una spiegazione razionale alla presenza del male nel mondo.

#### Conclusione del libro
Alla fine del libro, Dio si manifesterà a Giobbe con la magnificenza di un'epifania tra le nubi, una vera e propria teofania. Lo annichilirà mostrandogli la sterminata potenza della creazione e lo rimprovererà per aver preteso di capire cose troppo più grandi di lui. Jahvè, però, riconoscerà a Giobbe la sua vera fede e per questo lo premierà.
Un vero e proprio lieto fine, indubbiamente. Ma Dio non spiega esattamente a Giobbe il perché di tutta la sofferenza che gli ha inflitto: il perché è, quindi, il problema all'origine della teodicea. L'intero libro di Giobbe, in senso lato, rappresenta una domanda esistenziale che si pone l'uomo quando è afflitto dal dolore senza cause razionali: perché il male?

## La teodicea nella cultura cristiana

### Nella Bibbia
Oltreché nel Libro di Giobbe, il problema del male è affrontato anche da Romani 8,18-22 e Ezechiele 47, 1-9 che profetizzano una nuova età dell'oro in cui l'intero creato sarà "liberato dalla schiavitù della corruzione", cioè dalla malattia e dal dolore.

### La teodicea agostiniana
Un protagonista della teodicea è Agostino d'Ippona, che tra il IV e il V secolo elaborò le basi della teodicea cristiana. La domanda di fondo che si pone il filosofo, da cui scaturiscono tutte le altre affermazioni, è: quid est malum? Agostino distingue il male in tre categorie:
- male ontologico - la creaturalità;
- male morale - il peccato;
- male fisico - il dolore.

Dopo aver esaminato il male, Agostino fa una scelta drastica: non nega la presenza del male nel mondo, ma ne nega l'essenza.

#### Il male come non-essere
(Agostino, De natura boni, 1)
Questo è l'esordio dell'opera di Agostino, De natura boni (La natura del bene) che concepisce il male come non-essere, come privatio boni: il male non ha una realtà sua propria, ma è solo la mancanza, l'assenza del bene. L'uomo, infatti, percepisce il male come la diminuzione o il corrompersi del bene. Il concetto stesso di male coincide con il non-essere, proprio in quanto di per sé non esiste, ma esiste solo se relazionato con il bene. Il non-essere non è, affermava già Parmenide. 
(De natura boni, 4)
Agostino affronta, in seguito, il problema del male relativo alle nature corruttibili: non esistendo il male in sé, una natura corruttibile può essere malvagia? La risposta è no, perché una natura corruttibile, in quanto tale, può essere soggetta a una diminuzione o ad un aumento del bene, quindi solo ad una corruzione, che corrisponde al concetto agostiniano di male.
(De natura boni, 5,6)

#### Confutazione del manicheismo
Le affermazioni poste all'inizio dell'opera di Agostino sopracitata, De natura boni, costituiscono la confutazione del manicheismo, che Agostino conosceva in modo approfondito, essendo stato, per un certo periodo di tempo, un manicheo.
Secondo i manichei, il bene e il male (o meglio, la Luce e le Tenebre) sono entrambi reali in quanto derivano dall'azione di due potenze divine distinte e contrapposte, l'una buona l'altra malvagia, che si contendono il dominio del mondo. Negando la presenza del male fra le cose terrene, Agostino elimina il presupposto di fondo del dualismo manicheo: se il male non è qualcosa di altro dal bene, ma solo una sua interna limitazione, allora non è necessario ricondurlo a una divinità altra dalla divinità del bene. Bisognerà ammettere, invece, che esiste un Dio unico e onnipotente, il solo principio del bene. Tutte le cose terrene, essendo state create da lui, sono dei beni; ma in quanto hanno una natura diversa dalla sua, sono dei beni limitati, cioè corruttibili: il male è la manifestazione della loro corruttibilità.
Secondo Agostino, il carattere limitato e corruttibile dei beni terreni non è un difetto della creazione divina, ma un segno della sua perfezione. Quel carattere genera, infatti, una varietà di beni e una gradazione tra di essi, rendendo il mondo più ricco e completo. Le limitazioni ai beni terreni (quelle che noi chiamiamo mali) sono, quindi, come tinte scure nel quadro della Creazione: contribuiscono anch'esse alla sua armonia d'insieme.
Secondo il neoplatonismo, che ha avuto una notevole influenza sul pensiero agostiniano, il male viene dalla materia, perché questa è l'ultima emanazione divina, quindi anche la più lontana dalla fonte dell'Uno. Infatti, già nel Timeo di Platone la materia era presentata come l'elemento che si oppone, con una "resistenza passiva", all'azione benefica del demiurgo. Ma per Sant'Agostino la materia è buona in quanto è creata da Dio, pertanto non può essere il principio del male.
(Agostino, De natura boni, 18)
Dopo aver trattato sulla materia informe (cioè amorfa), il filosofo analizza la materia che possiede una forma: com'è legato il concetto di forma a quello di materia? la capacità di ricevere forme è un bene? Agostino risponde a entrambe le domande attraverso una serie di rapide deduzioni logiche, che implicano la definizione stessa di materia e ne definisce i rapporti con le forme.
(De natura boni, 18)

#### Il male morale
Se tutte le cose del mondo sono beni provenienti da Dio, come si fa a desiderare il male? Agostino risponde rievocando il concetto di male morale, che si identifica con il peccato: ma, allora, perché sono possibili la colpa ed il peccato? Per il santo, essi sono possibili perché ci sono differenze tra i beni terreni, alcuni sono migliori di altri, ma soprattutto perché i beni terreni sono limitati (cioè soggetti alla decadenza e alla corruzione) e in quanto tali inferiori al Bene supremo, Dio. Il male morale consiste, quindi, nell'anteporre i beni inferiori ai beni superiori, ovvero nel rivolgere la volontà verso i beni terreni, distogliendola dal Bene supremo. Rinunciare ai beni migliori: è questo, per Agostino, il peccato.
(De natura boni, 33-34)
Arrivato a questo punto, Agostino conferisce una nuova chiave di lettura al testo biblico della Genesi, in particolare all'episodio del "frutto proibito": se è vero quanto detto prima, anche l'albero proibito è, di per sé, buono? Sì, è la salda risposta di Agostino: il male, infatti, l'ha commesso l'uomo nel cogliere il frutto dall'albero, non Dio nel piantare l'albero. È l'uomo che, peccando di superbia, ha anteposto ciò che era inferiore (l'albero proibito) a ciò che era superiore.
(De natura boni, 34)
Il peccato dell'uomo nel cogliere il frutto proibito, quindi, ha diverse sfaccettature:
- È innanzitutto un peccato di disubbidienza, perché trasgredisce il comando del Creatore, che era stato imposto per aiutare l'uomo a discernere le cose migliori da quelle inferiori.
- È un peccato di superbia, perché l'uomo, tentato da Satana (sotto forma di serpente), si è lasciato convincere che mangiando il frutto sarebbe diventato come Dio, se non perfino superiore. Il diavolo, ovviamente, agisce in direzione opposta a quella di Dio: illude l'uomo di poter raggiungere la perfezione assoluta solo con l'ausilio dei beni inferiori, cioè lo induce nel preferire i beni inferiori a quelli superiori, in modo da farlo cadere nel peccato.
- È un peccato che sovverte l'ordine della creazione, proprio perché antepone i beni materiali (inferiori) ai beni divini (superiori).

Continuando la lettura di Agostino, il santo precisa quanto detto rapportandolo all'anima razionale (concetto platonico), definendone la natura in rapporto alla divinità. In seguito, esplicita la differenza che intercorre tra l'apparente malvagità della natura e l'atto che compie l'uomo, che costituisce il vero male. Ciò costituisce il fulcro dell'opera agostiniana, nonché il superamento della vecchia concezione di peccato associata alla natura malvagia: il male sta nel cattivo uso dei beni divini; un uso proibito e punito da Dio, perché anteponendo il peggio al meglio sovverte l'ordine della creazione.
(De natura boni, 34-35)

#### La punizione: strumento di redenzione
Per Sant'Agostino, la punizione divina ristabilisce l'ordine della creazione, ovvero l'ordine imposto da Dio. Inoltre, infliggendo ai peccatori la pena della sofferenza, li mette in condizione di apprezzare la differenza tra il bene e il male e così di redimersi.
(De natura boni, 37)
È opportuno precisare che l'interpretazione di questo passo, che è posto come dischiusura del fulcro dell'opera, è stata oggetto di discussione fino all'età moderna. Tuttavia, è opinione comune tra i filosofi (sia credenti che atei) che tale passo costituisce l'estensione del principio di giustizia retributiva originale (invocato da Elifaz nel libro di Giobbe) alla vita ultraterrena: Agostino plasma il principio di giustizia retributiva cristiano, secondo quanto afferma la dottrina ufficiale. I malvagi e i rei, che hanno peccato contro Dio e contro il prossimo, saranno puniti nell'Inferno, mentre coloro che hanno vissuto rettamente e virtuosamente la propria vita, dedicandosi al bene e anelando alla santità, saranno ricompensati in Paradiso. È da precisare che Agostino non condanna indiscriminatamente tutti i peccatori (nonostante definisca l'umanità massa damnationis) : infatti, l'uomo ha uno strumento per redimersi e quindi per scontare il male: la conversione. Nella vita quotidiana, Dio richiama l'uomo attraverso la punizione, che diventa essa stessa un mezzo per redimersi.

#### Le conseguenze della teodicea agostiniana
La teodicea proposta da Sant'Agostino costituisce uno spartiacque nella storia della teodicea e, in generale, nel problema del male: o il male coincide con il non-essere (quindi non esiste in sé) oppure il male è il timore del male, ovvero ha una natura diversa ed opposta a quella del bene (quindi esiste in sé). Il filosofo cristiano elabora la sua teodicea proprio tenendo conto della domanda di partenza (che cos'è il male?) e opta per la prima soluzione, oggi nota come "teoria della non-sostanzialità del male". Tale teoria fu oggetto di discussione dal Medio Evo fino all'età moderna, in particolare fino al filosofo Immanuel Kant, che ne costituisce il "superamento". È da precisare che Kant non esclude a priori la possibilità che il male coincida con il non essere.

### L'antiteodicea
L'antiteodicea è una corrente filosofica che si delineò fin dall'inizio come opposta alla teodicea ufficiale: l'antiteodicea ha il medesimo obiettivo della teodicea. Tuttavia, rispetto a quest'ultima, presenta una visione "laica" della realtà. L'esponente di spicco dell'antiteodicea è il filosofo Pierre Bayle (1647 - 1706), che alla fine del XVII secolo pubblicò il Dizionario storico-critico, la sua opera più interessante riguardo al problema del male. Bayle parte proprio dalla frase di Agostino per avviare la sua opera: il santo aveva elaborato una teodicea basandosi sulla non-sostanzialità del male, Bayle si pone come obiettivo quello di realizzare una teodicea che si basi sulla seconda opzione, ovvero sulla sostanzialità del male. La frase di Agostino assilla la mente del filosofo, che s'interroga continuamente su cosa sia il male, sulla sua esistenza e sul grande interrogativo del libro di Giobbe.

#### L'evidenza del male
Bayle era fermamente convinto dell'impossibilità per la teologia razionale di pervenire a verità universali. Il problema del male era, in questo senso, l'esempio più chiaro: come si può stabilire l'origine del male se si è incerti persino su cosa esso sia? Bayle, per rispondere alla domanda quid est malum?, prende la seconda via indicata da Sant'Agostino: afferma l'esistenza del male, elaborando la teoria della sostanzialità del male. Bayle ribadisce, seguendo Agostino, che il male metafisico coincide con il non-essere e che il male morale è frutto del libero arbitrio, senza il quale l'uomo è incapace di compiere opere buone. Tuttavia, l'esperienza mostra, in modo evidente, la consistenza del male nella sofferenza degli uomini: Bayle si distacca da Sant'Agostino sulla questione del male fisico.
(Bayle, Dizionario storico-critico, voce "Manichei", p. 17)
Fin dalle prime pagine del Dizionario, Bayle espone il suo pensiero sulla teodicea, sottolineando il suo distacco dalla teodicea agostiniana. Al passo citato, segue l'esposizione di una visione prettamente laica della realtà, che evidenzia le prove empiriche dell'esistenza del male.
(Bayle, Dizionario storico-critico, voce "Manichei", p. 17)
Stando così le cose, come si conciliano la realtà del male e la bontà divina? Bayle s'interroga, per rispondere alla domanda, sulla validità del manicheismo e dapprincipio accoglie le ragioni dei manichei, secondo i quali la realtà del male si può spiegare solo con l'azione di una divinità malvagia. Successivamente, ritorna sui suoi passi, ripudia il manicheismo confermandone l'errore metodologico già evidenziato da Agostino e tenta di dare una nuova spiegazione all'esistenza del male.

#### La sofferenza come punizione
(P. Bayle, Dizionario storico-critico, voce "Manichei", p. 20)
Dinanzi a queste domande, secondo Bayle, l'unica risposta della teodicea cristiana è quella che interpreta la sofferenza come punizione che Dio infligge agli uomini per i loro peccati. Bayle rappresenta la sua risposta in un dialogo immaginario tra Melisso, un filosofo della scuola eleatica che interpreta il ruolo di portavoce della teodicea cristiana, e Zoroastro, il mitico precursore del dualismo manicheo, portavoce del pensiero dell'autore del "Dizionario".
(Dizionario storico-critico, voce "Manichei", p. 20)
Una risposta «bella e solida», concede ironicamente Bayle, che però non regge all'urto delle obiezioni di Zoroastro, il quale osserva che fra gli attributi divini v'è anche l'onniscienza. Dio sapeva che l'uomo avrebbe fatto un cattivo uso del libero arbitrio o, quantomeno, era conscio della possibilità che accadesse, quindi:
(Dizionario storico-critico, voce "Manichei", p. 21)
Questa considerazione, obietterà Leibniz, spiana la strada all'ateismo più che alla vera fede.
In definitiva, con Bayle ci si trova davanti alla smentita dell'esistenza di Dio sulla base d'un nuovo concetto di Bene: quello preventivo.

#### L'esempio della buona madre
In un'altra voce del "Dizionario", il concetto dell'inconciliabilità dell'onniscienza divina con il libero arbitrio viene ribadito con un esempio che fece scandalo.
(Dizionario storico-critico, voce "Pauliciani", p. 50)
La questione si pone, dunque, in questi termini: la teodicea cristiana fa derivare la sofferenza umana dalla giustizia divina, e separa (in un certo senso) la giustizia dalla bontà divina. La bontà starebbe nel dono del libero arbitrio, la giustizia nel punire il cattivo uso che gli uomini ne hanno fatto. Ma, secondo Zoroastro/Bayle, non può essere così: infatti, basta notare che fra gli attributi divini vi sono anche l'onnipotenza e l'onniscienza. Dio, quindi, sapeva che l'uomo avrebbe peccato e che per questo avrebbe dovuto punirlo e quindi farlo soffrire. Dio aveva il potere d'impedire che questo accadesse, ma non l'ha impedito: perché? Per non togliere all'uomo il dono del libero arbitrio?
La conclusione di Bayle, di fronte a tali domande, è l'impossibilità di risalire per via razionale all'idea di un Dio unico, che sia insieme il creatore e il benefattore dell'uomo. Leibniz osserverà che tale conclusione non è compatibile con il Cristianesimo, ma è più consona all'ateismo, di cui Bayle fu accusato proprio da coloro che professavano il suo stesso credo religioso, ovvero gli Ugonotti.

### Interventi di non cristiani
Il guru Swami Vivekananda, di tradizione e cultura induista, fu un grande ammiratore e conoscitore di differenti religioni, in modo particolare del Cristianesimo ed insistette in particolare sull'accettazione da parte dei teisti della teoria della reincarnazione e del karma, come unica soluzione al problema del male e della teodicea: